# Divadlo Jána Palárika

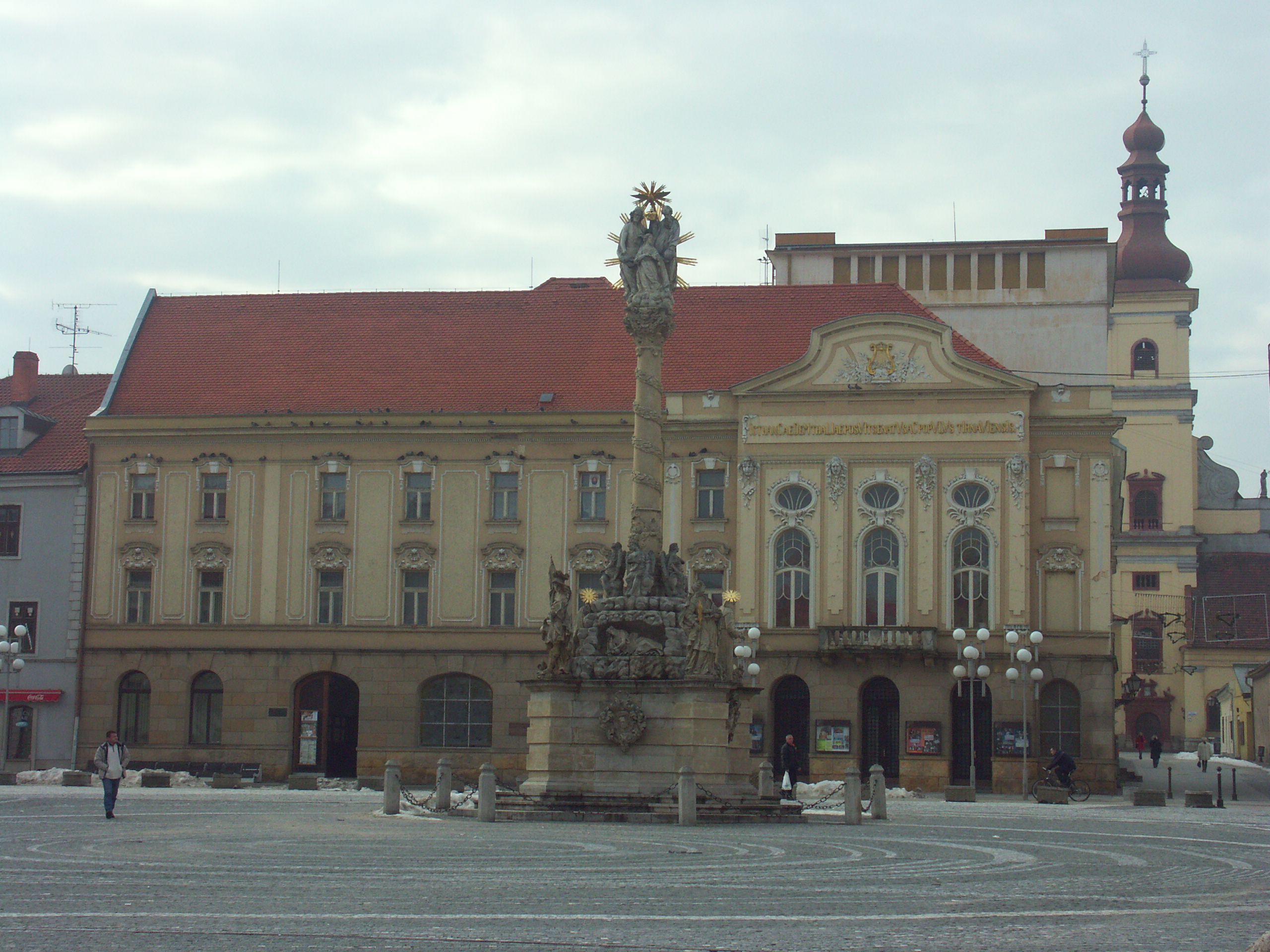
Budynek teatru (Trnawa)

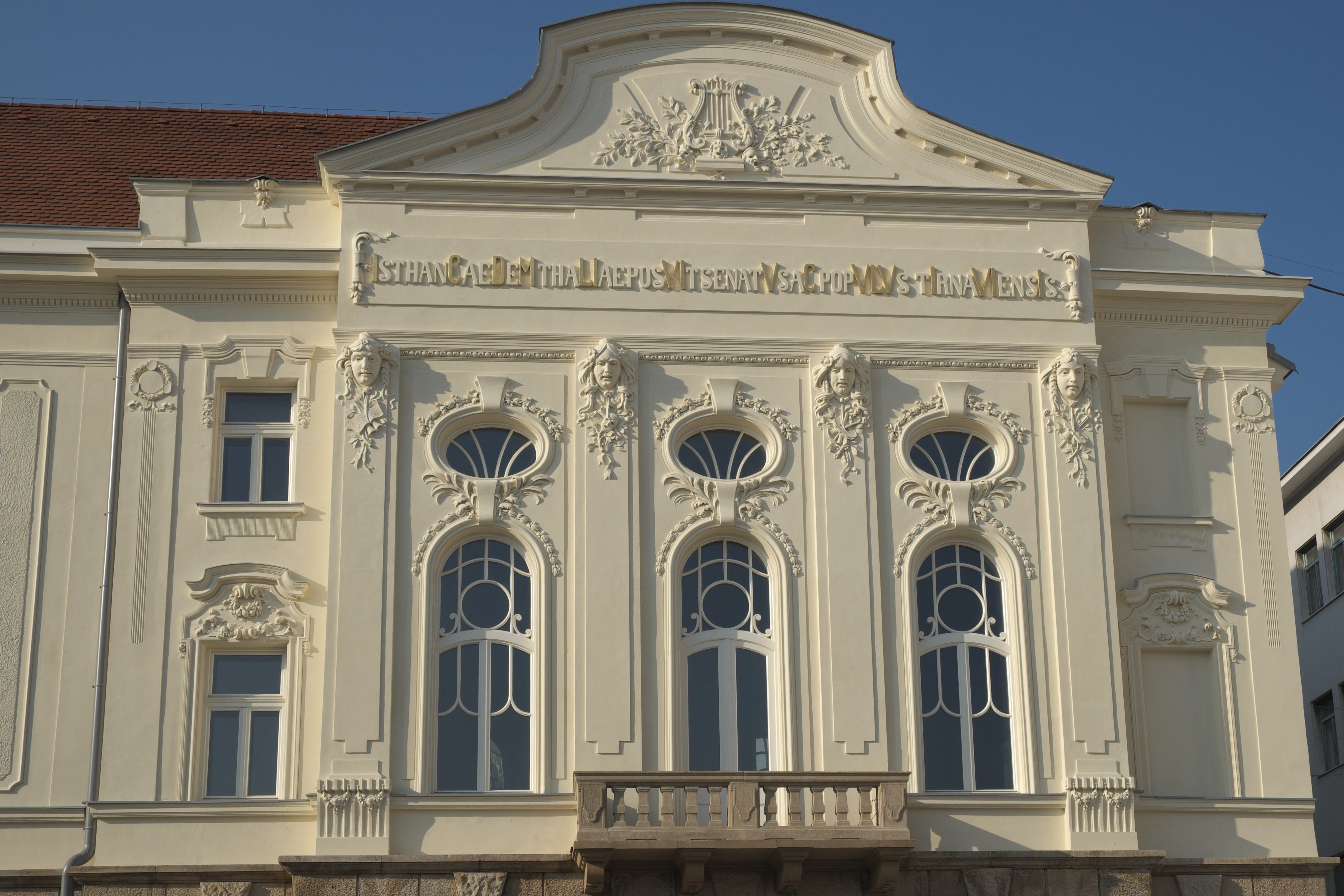
Szczegół fasady z widocznym chronostychem

Divadlo Jána Palárika – słowacki teatr z siedzibą w Trnawie. Znajduje się na placu św. Trójcy w Trnawie i mieści się w budynku zbudowanym w 1831 roku.
Budynek teatru Rada Miejska zdecydowała się usytuować w zachodniej pierzei głównego placu miejskiego (dziś Trojičné námestie), tuż za zajazdem „U čierneho orla”. Budowa teatru z równoczesną przebudową i nadbudową zajazdu została zrealizowana w 1831 r. według planów Bernharda Grünna. Cały obiekt uzyskał jednolity styl, a czołowa i boczna fasada otrzymały wystrój w stylu empire. Na froncie budynku umieszczono łaciński napis:
ISTHANC AEDEM THALIAE POSVIT SENATVS AC POPVLVS TIRNAVIENSIS
(tłum.: Ten przybytek Talii wybudowano wysiłkiem Senatu i mieszkańców Trnawy). Napis jest chronostychem, w którym została ukryta data budowy gmachu (1831). Sala widowiskowa i scena były stosunkowo duże jak na swój czas i lokalne warunki: na widowni mogło się zmieścić 548 widzów.
W 1907 r., dzięki wyburzeniu stropu i połączeniu kilku pomieszczeń powstał na piętrze wielki, paradny hol, bogato ozdobiony stiukami, tapetami i wielkimi zwierciadłami, nazwany „Pannonią” (dziś Sala Lustrzana – słow. Zrkadlová sieň). Uwidocznia się on na fasadzie rzędem trzech wysokich, łukowo zwieńczonych okien, nad którymi umieszczono rząd trzech owalnych okien w rodzaju wolich oczu. Przy tej okazji elewacja od strony placu św. Trójcy uzyskała bogatszy, neobarokowy wystrój, połączony z detalami sztukaterii i stolarki okiennej w stylu secesyjnym.
Podczas remontu w 1960 r. teatr otrzymał interesujące witraże w oknach parteru. Podczas rozleglejszej przebudowy w roku 2002 powstała nowa przestrzeń inscenizacyjna – Studio Teatralne (słow. Divadelné štúdio). Wybudowano również nowe pomieszczenia głównej szatni dla widzów, które umieszczono w podziemiu teatru, w starych, sklepionych piwnicach dawnego zajazdu.
Pierwsze przedstawienie – w języku niemieckim – odbyło się w Boże Narodzenie 1831 r., pierwsze w języku słowackim – w 1869 r. Teatr nie posiadał własnego zawodowego zespołu aktorskiego. Występowały w nim głównie zespoły przyjezdne, m.in. z Bratysławy czy Budapesztu. W latach 1960–1965 w budynku działał pierwszy profesjonalny teatr w Trnawie. Po jego rozwiązaniu teatr pozostał w mieście głównie dzięki amatorom. W 1974 roku został przekształcony w objazdowy Teatr dla Dzieci i Młodzieży (słow. Divadlo pre deti a mládež). Występowali w nim oprócz kilku starszych aktorów głównie studenci jednego rocznika Wyższej Szkoły Sztuk Scenicznych w Bratysławie. W 1990 r. scena została przemiana na Teatr Trnawski (słow. Trnavské divadlo). W 2001 r., z okazji 130. rocznicy funkcjonowania obiektu nadano mu imię Jána Palárika – wybitnego słowackiego XIX-wiecznego publicysty i dramaturga.